# Kartäuserkloster Marienehe
Das Kartäuserkloster Marienehe (lateinisch Domus Legis Marie) war das einzige Kloster des Kartäuserordens in Mecklenburg. Es lag vor den Toren der Hansestadt Rostock auf dem Gebiet der heutigen Gemarkung Marienehe im Rostocker Ortsteil Schmarl und existierte von 1396 bis zu seiner Auflösung während der Reformation im Jahre 1552. Kartausen waren in Norddeutschland selten, von den Anfang des 16. Jahrhunderts vorhandenen fast 200 Klöstern befanden sich lediglich sechs im Norden Deutschlands.

## Geschichte

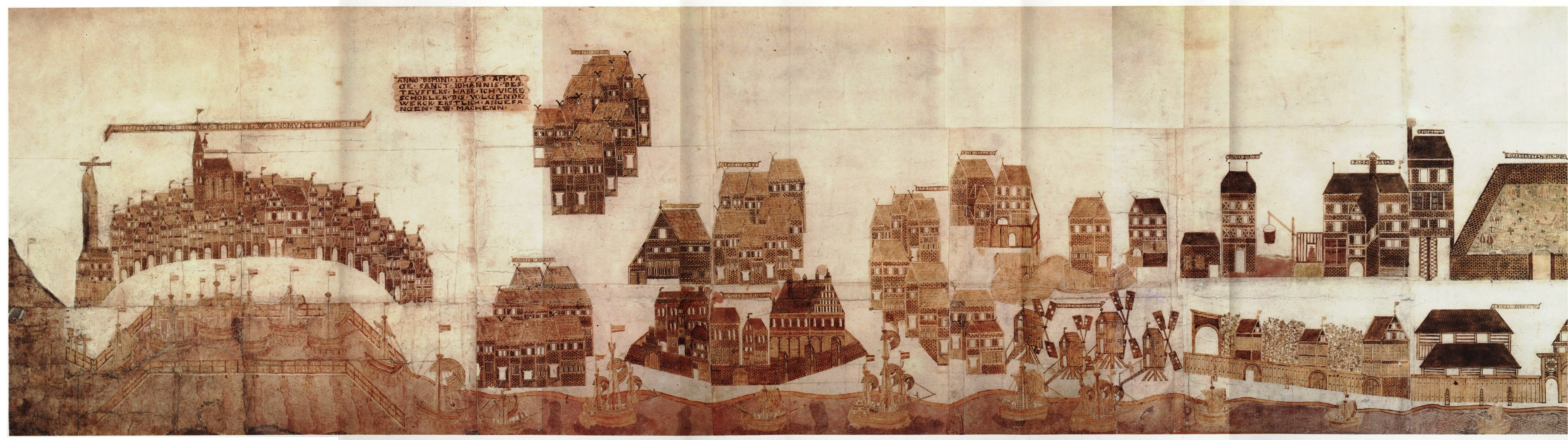
Abbildung auf der Vicke Schorler Rolle als „Closter zu Margine“

Marienehe wurde im Mittelalter Mergene oder Mergnew genannt. Dieser alte slawische Name wurde bis in die Mitte des 19. Jahrhunderts von der Bevölkerung verwendet, erst danach setzte sich der von den Mönchen verwendete Name Marienehe durch.

### Gründung
Mergnew war bis 1333 ein Lehen der adligen Familie von Barnekow, die es dann an Rostocker Patrizier verkauften. Nachdem der aus einem alten Patriziergeschlecht stammende Rostocker Winold Baggel 1393 eine Hälfte des Ortes kaufte, erwarb er 1395 die andere Hälfte dazu, um diese Hälfte kurz darauf an seinen Schwiegervater Mathias von Borken, ebenfalls ein Rostocker Patrizier, zu veräußern. Im Jahr 1396 stiftete Winold Baggel gemeinsam mit Mathias von Borken das Kloster. Die Stiftungsurkunde wurde am 2. Februar 1396 ausgestellt. In dieser wird ausdrücklich die Gabe der Maria von Borken, Baggels Frau, erwähnt. Am 27. Februar 1396 erteilte Herzog Albrecht III. seine Einwilligung. In der Urkunde ist ebenfalls von dem Ort Mergene und Mergnew die Rede. Die Stiftungsurkunde sowie die Einwilligungen des Landesherrn und des Diözesanbischofs sind im Original erhalten geblieben.
Am 7. März 1396 wurde die Stiftung vom Schweriner Bischof Rudolf III. im Beisein seines Weihbischofs Johannes bestätigt, der dem Kloster einen Ablass verlieh, es von der bischöflichen Gerichtsbarkeit befreite und der Schenkung ein Haus in der Stadt Rostock hinzufügte, das das Neue Hospital genannt wurde. Rudolf war ein Vetter des Herzogs Albrecht III. und wollte mit dieser Unterstützung des Klosters der glücklichen Befreiung des Herzogs im Jahr 1395 gedenken. Dieser war bei kriegerischen Auseinandersetzungen in Dänemark unter Margarethe I. sieben Jahre gefangen gehalten worden. Bischof Rudolf legte für das Kloster den Namen Himmelszinnen fest, dieser setzte sich jedoch nicht durch, stattdessen der ebenfalls in der Urkunde christlich aus Mergene umgedeutete Name Marienehe.
Es ist anzunehmen, dass die ersten Mönche des Ordens in dem Rostocker Haus Unterkunft fanden und 1398 mit dem Bau des Klosters begannen. Zum ersten Konvent der neuen Besiedlung gehörten Mönche aus den Kartausen Erfurt, Hildesheim und Eisenach. Erster Rektor war Johannes Schilp, der jedoch schon um 1400 als erster Prior in das Kartäuserkloster Frankfurt (Oder) wechselte. Am 3. März 1399 schenkten mehrere Rostocker, Schweriner und Parchimer Bürger aus einer Familie 11 Mark Rostocker Pfennige jährliche Einkünfte aus dem Dorf Evershagen bei Marienehe. Die Kartause Marienehe gehörte am Ende des 14. Jahrhunderts zur späten Blüte des Ordens.
Im August 1404 wurde anlässlich einer Visitation durch die Prioren der Kartausen Grünau und Nördlingen der Bereich festgelegt, in dem sich die Mönche bewegen durften: Mit der Erlaubnis des Priors war ihnen ein Raum in der Breite von einer Pforte hinter dem Chore bis an die Warnow und in der Länge vom Dorf Marienehe bis an die Grenze der Stadt Rostock dafür gestattet, wobei sich hier „keine Weiber sehen lassen sollten“. Die Herkunft der Visitatoren lassen Lisch vermuten, dass auch die ersten Mönche aus Mitteldeutschland kamen.

### Wirken
Während der nächsten 100 Jahre wirtschafteten die Mönche der Kartause erfolgreich. Sie erwarben Dörfer in Mecklenburg, darunter Schutow bei Rostock, Sievershagen, Evershagen, Elmenhorst, Mönchhagen und Pastow, sowie Dörfer in der Umgebung von Stralsund im Fürstentum Rügen wie Devin, zum großen Teil Muuks, Schmedeshagen, Hohendorf, Teschenhagen, Brandshagen und Lüdershagen. Auf der Insel Rügen gehörte Götemitz dem Kloster, ebenso viele kleinere Besitzungen (Gottes-, Armen- und Werkhäuser) und Pacht- und Zinseinnahmen in Mecklenburg. In den 150 Jahren des Bestehens standen der Kartause 15 Prioren vor. Die Prioren gehörten, der hohen Bedeutung des Klosters entsprechend, den Landständen an.
Die zweite Generation der Mönche von Marienehe kannte sich überwiegend aus dem Studium in Prag. Acht urkundlich erfasste Mönche hatten dort Kontakt zu den Mönchen der Prager Kartause Mariengarten. Heinrich Rezcekow von Ribnitz war 1376 Student an der Prager Universität, 1392 dort Rektor und nach seiner Priesterweihe 1400 Prior von Marienehe. Henning Wacholt studierte 1392 in Prag und gehörte 1394 zur Verhandlungsgruppe der Rostocker Hanse-Ratssendeboten bei Gesprächen mit dem Deutschen Orden. 1398 war er an der Marienkirche in Rostock, ist dann von 1404 bis 1424 urkundlich als Prokurator für die Außenkontakte der Kartause Marienehe unter dem Prior Heinrich von Ribnitz nachweisbar. 1423 kam ein weiterer ehemaliger Student aus Prag zu den Rostocker Kartäusern. Der Lübecker Hermann Schipmann studierte 1398 in Prag, ab 1409 in Leipzig und wurde dort als Professor der Theologie 1422 zum Rektor gewählt. 1425 wurde er als Vikar der Kartause erwähnt.
Große Bedeutung für die Brüder hatte die Gründung der Universität Rostock am 12. November 1419. Die Kartäuser arbeiteten wissenschaftlich, sie waren gebildet und beschäftigten sich neben der Feldarbeit mit dem Abschreiben von Büchern. Das Kopieren von theologischen Schriften sahen die Kartäuser als besondere Lebensaufgabe für die Welt an, da sie ja auf die Wortverkündigung verzichten mussten.
Für beide Seiten entwickelte sich zwischen der Universität und der Kartause eine vorteilhafte Zusammenarbeit. Beleg für die gute Zusammenarbeit ist die Festlegung in den Statuten der Universität, die festschrieb, dass bei Streitigkeiten zwischen Konzil der Universität und dem Rat der Stadt, die nicht durch die eingesetzten Schiedsmänner beider Parteien beilgelegt werden können, der Prior der Kartause Marienehe oder der Abt des Klosters Doberan Obmann sein solle, dessen Entscheidung unter allen Umständen zu respektieren sei.
Um 1444 war Bauabschluss mit Weihe der Klosterkirche.
Eine weitere Klostergründung im Jahr 1462 ergab für die Mönche der Kartause fruchtbringende Zusammenarbeit. Die Brüder vom gemeinsamen Leben ließen sich im Rostocker Stadtgebiet nieder und bauten das Michaeliskloster. 1475 begründeten sie hier die erste Buchdruckerei in Mecklenburg. Beleg für den Nutzen für die Kartäusermönche ist die umfängliche Bibliothek in Marienehe.
Als Magnus II. von Mecklenburg 1487 die Einrichtung eines Domkollegiatstifts gegen den Willen der Rostocker Obrigkeit durchsetzte und daraufhin ein langjähriger Streit zwischen Herzog und Rat ausbrach, die als Rostocker Domfehde in die Geschichte einging, stellten sich die Mönche von Marienehe auf die Seite des Rates. Verhandlungen über die Errichtung des Domkapitels fanden in Marienehe statt.

### Beginn der Reformation
Die Reformation in Mecklenburg nahm in Rostock ihren Anfang. Befördert wurde sie durch die Entschlossenheit großer Teile der Bürgerschaft und den freien Geist der Universität. Bereits 1523 begann Joachim Slüter, Kapellan an der Petrikirche, lutherisch zu predigen. 1529 drängte die Bürgerschaft darauf, an allen Pfarrkirchen evangelische Prädikanten zuzulassen und am 1. April 1531 wurde die Abschaffung der „papistischen“ Gottesdienste angeordnet. 1534 wurden das Dominikanerkloster und das Franziskanerkloster, die beide innerhalb der Stadt lagen, aufgehoben und eingezogen. Die Brüder vom gemeinsamen Leben mussten ebenfalls 1531 ihre Bruderschaft beenden und sich 1533 unter den Rat der Stadt stellen. Da sie ihre Stiftung nach dem Zeitgeist reformierten, behielten sie ihren Besitz und erhielten die Weisung, eine deutsche Schule zu führen und weitere Volksschulen einzurichten.
Während der schwierigen Zeiten der Reformation war Marquard Behr Prior des Klosters. Der aus einer adligen Familie stammende Behr hatte sein Amt 1525 angetreten. Im Jahr 1529 wird nachweislich berichtet, dass Marienehe katholisch war. Am 14. September 1530 nahm Kaiser Karl V. auf dem Reichstage zu Augsburg die Mönche der Kartause Marienehe wegen ihrer Treue für ihre Regeln und die Ergebenheit gegen den Kaiser in „Schirm und Geleit“ und bestätigte ihre Rechte und Besitzungen. Dies nützte dem Kloster Marienehe nichts, denn ihren Lebensunterhalt erwirtschafteten die Mönche hauptsächlich durch den Betrieb des Hauses innerhalb der Stadtmauern und waren dem Rat somit ausgeliefert.

### Der Fall Hans Prange
Eine eher nebensächlich erscheinende Auseinandersetzung um die Verhandlungen eines entlaufenen Mönchs gab den Enteignungsbestrebungen der Stadt neue Nahrung. Bereits 1491 war der Mönch Hans Prange wegen Ungehorsam und schlechtem Leben zur üblichen Gefängnisstrafe im Kloster Marienehe verurteilt worden, wie dies die Regeln der Kartäuser ausdrücklich vorsahen.
Durch Fürsprache einiger Rostocker Verwandter Pranges bei Herzog Magnus und Balthasar wurde Prange aus dem Gefängnis entlassen und schwor den Eid, dass er „zu Recht gefangen gehalten worden sei und Gnade nur zur Besserung seines Lebens um Gottes Willen verdiene“. Er wolle zur Besserung in der Kartause Gottesgnade bei Stettin verbleiben, bis er wieder nach Marienehe gerufen würde.
Im Jahr 1531, vierzig Jahre später, entlief er aus Stettin nach Rostock. Als den Mönchen in Marienehe dies bekannt wurde, verlangten sie die Rückkehr des Abtrünnigen. Der Rat der Stadt ersuchte deshalb beim Herzog um das Recht, kommissarisch handeln zu dürfen und schickte den Gelehrten Johann Oldendorp, den Ratsherren Johann von Herverden und den Notar Lambert Takel nach Marienehe, um darüber zu verhandeln.
Am 2. April 1532 versammelte man sich im Kloster zum „freundlichen Verhör“. Mit den drei Kommissaren erschienen auch etwa 40 Rostocker Bürger samt Dienern und stellten sich schützend vor Prange. Marquard Behr lehnte mit den harschen Worten, er verhandele nicht mit „dem Verräter und Feind des Kreuzes Christi“ weitere Gespräche ab und verließ den Raum. Eine Beschwerde des Priors über die gewalttätige und unziemliche Behandlung wies der Rat ab und verbot den Mönchen, die Stadt zu betreten.
Die Kommission verklagte in einem Brief vom 14. April das Kloster beim Herzog, da sie sich durch Marquard Behr verunglimpft, verspottet und verachtet sah, und warf dem Prior vor, die Kommission beleidigt zu haben. Nach dem Bericht der Marieneher Brüder missbilligte der Herzog am 23. Mai das Verfahren des Rates, warf der Kommission Hinterlist vor und wies an, dass das „mutwillige Verbot“, die Stadt zu betreten, wieder aufzuheben wäre. Über das Schicksal des Hans Prange ist nichts weiter bekannt geworden und nach dieser Auseinandersetzung konnten die Kartäuser eine Zeitlang unbehelligt ihren Geschäften nachgehen.

### Ende des Klosters
Im selben Jahr 1532 verfügte Herzog Heinrich V. die Aufhebung der katholischen Stiftungen in Mecklenburg. Am 12. Mai 1533 wurde den Mönchen vom Rat der Stadt untersagt, Bürgern die Beichte abzunehmen und das Abendmahl zu reichen. Da die Kartäuser in der Stadt noch viele Anhänger hatten, die dieser Weisung nicht folgten, beschwerte sich der Rat beim Prior, der darauf aber nicht einging. Er versuchte vielmehr, mittels befreundeter Bürgermeister und Ratsherren eine Lösung zu finden, wie dem Konvent und der Stadt Genüge getan werden könnte. Dessen ungeachtet verfügte der Rat 1534, nachdem die Klöster innerhalb der Stadt aufgehoben worden waren, dass kein Bürger, Magd, Gast oder Gesinde nach Marienehe, Biestow oder Kessin zur Messe gehen dürfe, anderenfalls sei von diesem eine Strafe von zehn Gulden zu zahlen. Seit dieser Zeit blieben die Kartäuser unbehelligt. Begünstigt wurde diese ruhige Zeit durch die Tatsache, dass Herzog Albrecht VII. weiter der katholischen Lehre anhing.
Marquard Behr versuchte, mit Hilfe einiger ihm wohlgesinnter Patrizier Vereinbarungen zu treffen, die für das Überleben der Brüder sorgen sollten. So gab er dem Stralsunder Bürgermeister Christoph Lorber und dessen Bruder Olof Lorber in einem Vertrag vom 16. Juni 1550 eine Schuldverschreibung zurück, mit der Verpflichtung, den Kartäusern die Zinsen, solange einer von ihnen am Leben sei, zu bezahlen, danach aber die Zinsen zu zwei Dritteln armen Jungfrauen und für Bekleidung armer Leute zu verwenden, ein Drittel aber selbst zu verbrauchen. Dieser Vertrag ist eine der letzten bekannt gewordenen Amtshandlungen der Kartäuser.
Nachdem Albrecht VII. 1547 und Heinrich V. (der Friedfertige) am 6. Februar 1552 gestorben waren, zog der junge Herzog Johann Albrecht I. im März 1552 mit 600 Reitern nach Augsburg, um mit anderen verbündeten Fürsten gegen Karl V.  für die protestantische Sache zu kämpfen. Bei seiner Abreise gab er den Befehl zur Aufhebung der Mönchsfeldklöster, nach dem am 6. März das Zisterzienserkloster Dargun und am 7. März das Kloster Doberan aufgehoben wurden. Da man im Kloster Marienehe größeren Widerstand befürchtete, schickte man 300 „gerüstete Mannen zu Roß und Fuß“, die das Kloster angriffen und plünderten. Der Prior und das gesamte Konvent wurden „von allem entblößt in das Elend und unbekannte Länder verjagt und vertrieben“. In einem Protestschreiben vom 13. Januar 1553 wird berichtet, dass die „Kriegsknechte den Prior und alle seine Brüder, darunter alte, kranke Männer, mit Gewalt hinausgejagt und ihnen unter viel Verhöhnung und Schmähung ihre Kleider und Bettgewand nachgeworfen haben“.
Marquard Behr floh unter Mitnahme des Siegels und einiger Kleinodien in das befreundete Kloster Ahrensbök und kämpfte weiter gegen die Auflösung. Er versuchte weiterhin, Zinseinnahmen, beispielsweise aus Anteilen an einer Saline in Lüneburg, vor dem Zugriff des Herzogs zu retten. Hierzu war er unermüdlich auf Reisen, so ließ er sich am 24. Oktober 1552 in Wismar vom Rat eine Urkunde aus dem Jahr 1447 beglaubigen, die dem Sohn des Stifters Baggel eine Wohnung im Kloster zusicherte, ebenfalls wurde hier die Stiftungsurkunde von 1396 beglaubigt. Am 15. Dezember 1552 traf er sich in Rostock mit Freunden und Verwandten und setzte bei einem Notar eine Klageschrift auf, zu deren Beweis die beglaubigten Urkunden, der Geleit- und Schutzbrief Kaiser Karls V. von 1530 und ein Schirmbrief Herzog Heinrichs von 1537 dienen sollten. In der Klage forderte er die Wiedereinsetzung. Der Notar begab sich mit dieser Klage zum Herzog, der ihn abweisen ließ, vertröstete und letztlich nichts unternahm. Tatsächlich übernahm er das Eigentum der Kartause und gab den Befehl, den Prior und alle Mönche ins Gefängnis zu werfen. Hiergegen protestierte Marquard Behr „gar kläglich unter Vergießung von Thränen“ am 13. Januar 1553 vor demselben Notar. Er klagte jetzt vor dem Reichskammergericht, die Klage wurde am 18. August 1553 in Speyer verhandelt. Im selben Jahr um Michaelis starb Marquard Behr. Die verbliebenen Mönche wählten mit Christian Westhof noch einen Prior, hatten aber durch den langsamen Gang des Gerichts und die Hinhaltetaktik des Herzogs keinen Erfolg. Mehrfach mahnten die Mönche eine Entscheidung an, dies führte jedoch lediglich zur einzigen Feststellung in den Gerichtsakten von 1558 Anno 1557 nihil actum reperitur, es sei also nichts vorgefallen, und der Prozess schlief ein.
Die Urkunden der Kartause konnten noch von den letzten Mönchen bestimmt werden und 1576 übergab der letzte Kartäuser die Urkundenlade mit etwa 400 Urkunden an die Stadt Rostock. Sie sind im Archiv der Hansestadt Rostock deponiert. Weitere Urkunden befinden sich im Landeshauptarchiv Schwerin sowie in den Archiven in Lübeck und Potsdam. 56 Urkunden aus dem Zeitraum 1303 bis 1555 befinden sich im Stadtarchiv Stralsund und betreffen ausschließlich den in und um Stralsund gelegenen Grundbesitz des Klosters, der nach der Reformation zunächst in die Verwaltung des Stralsunder Rates übergeben wurde. Einige Handschriften der Rostocker Mönche liegen in den Bibliotheken Berlin, Prag und Leipzig und lassen auf frühere enge Bindungen dorthin schließen. Der letzte Rostocker Mönch erschien 1576 in der Kartause Marienkloster bei Hildesheim.
Nach Aufhebung der Kartause 1552 gab Herzog Johann Albrecht I. im selben Jahr am 19. Oktober den Abrissbefehl. Das Kloster wurde 1559 abgebrochen und die Steine zum Bau des Güstrower Schlosses verwendet, das 1557 abgebrannt war. Auch Rostocker Privatleuten wurde gestattet, Steine zu holen. Der Abbruch wurde so konsequent vollzogen, dass kaum etwas übrigblieb. Im Jahr 1861 fanden sich nur einzelne Steine in einem wüst gelegenen Gelände zwischen dem Hof Marienehe und der Warnow, das Gebiet wurde in dieser Zeit Wildniß genannt. Das Gelände wurde als fürstliches Domänengut genutzt.
1583 dokumentierte Vicke Schorler in seiner monumentalen Abkontrafaktur den Bereich der ehemaligen Kartause mit der schon teilweise eingerissenen Kirche und der demolierten Klausurmauer. Auch zu Beginn des 17. Jahrhunderts waren noch bewohnbare Gebäude vorhanden, die Herzog Ulrich als illegale Münze zur Anfertigung von Doppelschillingen nutzte. Auf einer Landschaftsskizze um 1617 vom Baumeister Gerth Evert Pilooth sind nur noch zwei Gebäude neben Resten des Kreuzgangs eingezeichnet. Der ehemalige Mühlenteich wurde erst 1948 beim Bau des Fischereihafens zugeschüttet. Zeichnungen von den Ausgrabungen 1831 durch W. F. Knoop und zum Bebauungszustand des ehemaligen Klostergebietes von 1884 vom Archivar Ludwig Krause befinden sich im Denkmalamt Rostock. Ein Detail der Rostocker Kartause Marienehe ist auf dem Kartäuser-Triptychon im Germanischen Museum in Nürnberg zu sehen.
1934 erwarb Ernst Heinkel das Gelände zur Erweiterung seines Flugzeugwerkes. Im Zweiten Weltkrieg stark zerstört, wurden Rest-Industrieanlagen zum Fischkombinat mit dem Hafenbecken des heutigen Fischereihafens ausgebaut und das ehemalige Kartausengelände mit einer Betriebsklinik überbaut.

### Priore des Kartäuserklosters
- 1400–1425 Heinrich Rezcekow von Ribnitz[20]
- 1481–1485 Vicke Dessin von Arensbök[21]
- 1485–1489 Heinrich VI.
- 1490–1502 Timotheus II.
- 1502–1523 Heinrich V. Cleri
- 1525–1553 Marquard Behr auf Neuhof[22]
- 155400000 Christian Westhof